# Pacifiphantes
Pacifiphantes is een geslacht van spinnen uit de familie hangmatspinnen (Linyphiidae).

## Soorten
De volgende soorten zijn bij het geslacht ingedeeld:
- Pacifiphantes magnificus (Chamberlin & Ivie, 1943)
- Pacifiphantes zakharovi Eskov & Marusik, 1994